# 普通寒天培地

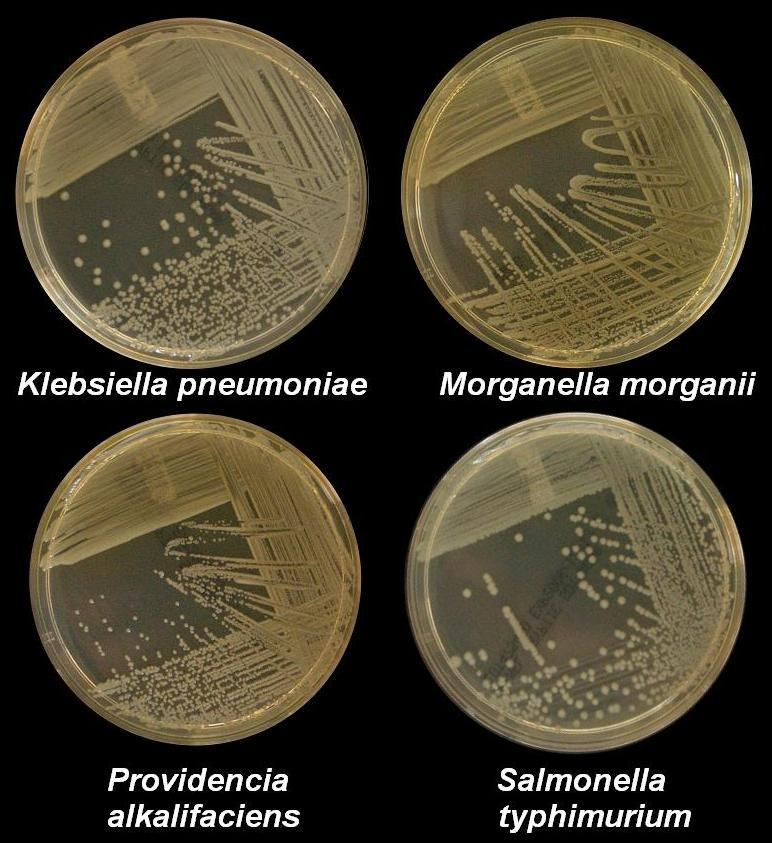
Streak plates of several bacterial species on nutrient agar plates

普通寒天培地（ふつうかんてんばいち、英: nutrient agar）は広範なnon-fastidious organismsの増殖を促進する汎用固体培地である。
通常、以下のものを含む（質量／体積）。
- 0.5% ペプトン – これは有機窒素を供給する
- 0.3% ビーフエキス・酵母エキス–水溶性成分はビタミン、炭水化物、窒素、塩類を含む。
- 1.5% 寒天 – これが混合物に固さを与える
- 0.5% 塩化ナトリウム  – tこれによりほとんどの生物の細胞質に見られるような混合比率が得られる
- 蒸留水 – 水は寒天培地に含まれる様々な物質の輸送媒体となる
- pHは25℃（77 °F）で中性（6.8）に調整

ニュートリエントブロスは同じ組成だが、寒天を欠く。
これらの成分を加え、約1分間煮沸し、確実に混合させた後、オートクレーブ滅菌（通常121℃（250 °F）、15分間）を行う。その後、約50℃まで冷却し、すぐに蓋をしたシャーレに注ぐ。寒天が固まったシャーレは反転させ、使用するまで冷蔵保存することが多い。冷たい状態で接種しない。冷蔵保存の場合は、接種前に再び室温まで温めなければならない。

## 関連記事
- en:Plate count agar
- 細菌
- 増殖曲線